# James Barry
James Barry (c. 1792, 1799 o 1795 - 25 de julio de 1865) fue un cirujano del ejército británico. Nació en Belfast (Condado de Antrim), en Irlanda del Norte.
Aunque toda la vida adulta de Barry transcurrió como hombre, Barry se llamó Margaret Ann al nacer y fue conocido como mujer en la infancia. Barry vivió como un hombre tanto en la vida pública como en la privada, al menos en parte para ser aceptado como estudiante universitario y seguir una carrera como cirujano. En su testamento dejó claro que quería ser reconocido como hombre en su lápida, por lo que es importante reconocerle como tal en muerte. El sexo biológico de Barry se dio a conocer al público solo después de un examen post mortem.

## Biografía

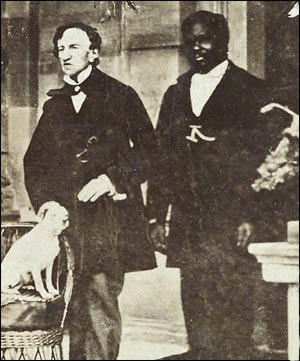
James Barry, c. 1850, Jamaica.

James Barry fue aceptado en la Universidad de Edimburgo como estudiante de Medicina en 1809, y obtuvo el doctorado en 1812. Trabajó como asistente de hospital para el ejército británico en 1813. Probablemente asistió a las tropas en la Batalla de Waterloo. Posteriormente sirvió en las colonias británicas india y sudafricana.
A su llegada a Ciudad del Cabo fue nombrado Inspector Médico de la colonia británica, mejorando los suministros de agua potable. Durante este tiempo realizó una de las primeras cesáreas de las que se tiene noticia. El niño fue bautizado con el nombre de James Barry Munnik, en su honor. En 1828 deja Ciudad del Cabo y su puesto de cirujano militar le llevará hasta las colonias de Isla Mauricio en 1828, Trinidad y Tobago y la isla de Santa Helena. Posteriormente serviría en Malta, Corfú, Crimea, Jamaica y, en 1831, Canadá.
Por entonces alcanzó el rango de inspector general, pero sus enemigos políticos lograron que fuera degradado a cirujano de campo y destinado a las Indias Occidentales en 1838. Durante este destino consiguió mejorar las condiciones de las tropas a su cuidado, lo que supuso su promoción a Oficial Médico de Primera. En 1845, Barry contrajo la fiebre amarilla y volvió a Gran Bretaña.
James Barry se retiró en 1864 y murió el 25 de julio de 1865. Fueron los encargados de preparar el cadáver quienes dieron la noticia de que Barry tenía vulva. Después de darse a conocer esta información, muchas de las personas que habían trabajado con Barry afirmaron "haber tenido sospechas" de sus genitales.
A pesar del revuelo formado, fue enterrado en el cementerio de Kensal Green, con el nombre de James Barry y con su rango militar.

## Bibliografía

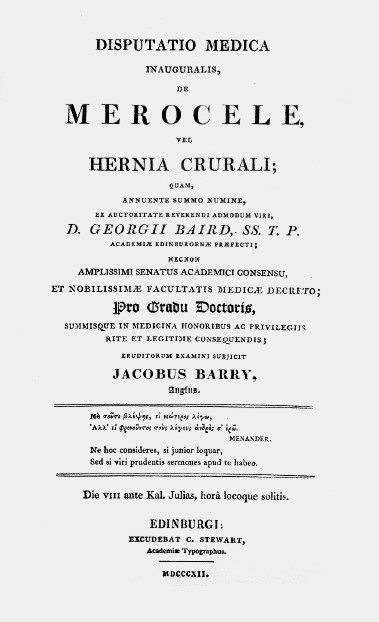
Tesis doctoral de James Barry.